# Lilli Adel
Karoline Dorothea Lilli Adel (geboren 20. Juni 1916 in Berlin; gestorben 21. November 2006 ebenda) war eine deutsche sozialistische Widerstandskämpferin und Opfer des NS-Regimes.

## Leben
Lilli Adel wurde am 20. Juni 1916 in Berlin geboren. Sie war die Tochter des Büroassistenten Karl Friedrich Wilhelm Adel und der Stenotypistin Charlotte Adel, geborene Sonntag. Ihre Eltern ließen sich 1930 scheiden und Lilli Adel lebte bei ihrer Mutter. Sie zogen für eine kurze Zeit zur Großmutter nach Niederlehme bei Königs Wusterhausen. Doch 1931 zog ihre Mutter mit ihr in die Schönhauser Allee nach Berlin und ab dem 1. April 1933 mietete sie eine Wohnung in der Weißenburger Straße 79 (heute Kollwitzstraße) im Berlin-Prenzlauer Berg an. Lilli Adel war politisch interessiert und trat 1931 der Sozialistische Arbeiter-Jugend (SAJ) und 1932 dem Sozialistischen Jugendverband (SJV) bei. Ihre Mutter unterstützte sie, auch sie war politisch interessiert und gehörte der Sozialistischen Arbeiterpartei Deutschlands (SAPD) an.
In ihrer Wohnung nahmen sie Mitstreiter im Kampf gegen das NS-Regime auf, darunter Karl Baier, Karl Bergner, Erika und Wolfgang Bötzer sowie Helmuth Jahr. Lilli und Charlotte Adel nahmen für andere Post und Geld entgegen, leiteten Briefe weiter, und führende Kreise der SAP trafen sich in der Wohnung, die auch als Materiallager und Deckadresse für die nun verbotene SAPD diente. Lilli Adel sorgte für die Verteilung der Materialien und nahm an Treffen und Diskussionen teil. Ihre Aktivitäten wurden jedoch durch einen eingeschleusten Spitzel enttarnt und der Gestapo gemeldet. Infolgedessen kam es am 22. August 1933 zu einer Wohnungsdurchsuchung, bei der Charlotte und Lilli Adel sowie weitere Personen festgenommen wurden. Sie kam am 15. September 1933 in Untersuchungshaft, wurde zunächst im Polizeigefängnis Moabit festgehalten. Bei den Verhören wurde ihr vielfach Gewalt angetan, dies verbal und sexuell. Lilli Adel war zu dem Zeitpunkt 17 Jahre alt und minderjährig. Sie wurde in der Untersuchungshaft so schwer vergewaltigt, dass sie später keine Kinder mehr bekommen konnte. Später wurden die an diesen Misshandlungen Beteiligten wegen „Körperverletzung im Amt“ angeklagt. Das Verfahren wurde jedoch eingestellt.
In dem Gefängnis war auch ihre Mutter Charlotte untergebracht, ihnen wurde jedoch kein Kontakt gestattet. Erst Weihnachten 1933 durfte ihre Mutter ihr einen Brief schreiben. Auch wurde versucht Mutter und Tochter gegeneinander auszuspielen und die jeweils andere wurde bezichtigt, Geheimnisse preisgegeben zu haben. Lilli Adel wurde im Januar 1934 entlassen und kam bei Frau Dr. Franzen unter. Nachdem der Druck auf ihre Mutter stetig erhöht wurde, unternahm diese am 23. Februar 1934 einen Selbstmordversuch. Im Juni 1934 wurde ihr die Vormundschaft für Lilli entzogen. Lilli durfte jedoch ihre Mutter alle vier Wochen besuchen, jedoch immer unter Aufsicht. Dennoch gelang es Charlotte Adel, ihrer Tochter die Kontaktdaten des antifaschistischen Rechtsanwalts Heinrich Reinefeld zuzustecken. Er half den Frauen.
Am 1. Dezember wurde sie in dem großen „Verfahren gegen Max Köhler und Genossen“ mit weiteren Jugendlichen freigesprochen. Ihre Mutter wurde jedoch im gleichen Verfahren wegen Vorbereitung zum Hochverrat zu eineinhalb Jahren Gefängnis verurteilt. Nach ihrer Entlassung aus der Haft bat die Mutter erfolglos darum, die Vormundschaft für ihre Tochter übertragen zu bekommen. Charlotte Adel wurde durch das NS-Regime auch daran gehindert, Arbeit zu finden und lebte in großer Armut. Freunde und Bekannte hatten sich von ihr zurückgezogen, da sie unter Polizeiaufsicht stand, und auch der Kontakt zu Lilli war eingeschränkt. Als sie dies nicht länger ertragen konnte, nahm sich Charlotte Adel am 14. Mai 1938 das Leben.
Danach lebte Lilli Adel bei Frau Dr. Franzen. Sie schloss die Schule mit der Mittleren Reife ab und begann eine Ausbildung zur Krankenschwester. Den Ausbildungsplatz konnte Frau Dr. Franzen noch vermitteln, bevor sie aus Deutschland fliehen musste. Adel lebte im Schwesternwohnheim des Kaiserin-Augusta-Hospitals in der Scharnhorststraße. Sie überlebte den Krieg, war politisch nicht mehr aktiv und arbeitete weiter als Krankenschwester. Sie heiratete und nahm den Namen ihres Mannes, Wagner, an. Ab den 1990er Jahren sprach sie als Zeitzeugin über ihre Erfahrungen.
Lilli Adel starb am 21. November 2006 in Berlin und wurde auf dem Friedhof Baumschulenweg in Treptow-Köpenick begraben.